# Глорија Греј
Глорија Греј (енгл. Gloria Grey, 23. октобра 1909, Портланд — 22. новембра 1947, Холивуд), била је америчка глумица јужнословенског поријекла. Једна је од утицајних холивудских глумица током нијемог филма.

## Биографија
Глорија Греј, рођена је 23. октобра 1909. године у Портланду (држава Орегон) као Марија Драгомановић, од родитеља јужнословенских имиграната из тадашње Аустроугарске (вјероватно из Градишке или Суботице). Још у младости, ова глумица се појављује, најпре под именом Марие Драга, да би касније преузела умјетничко име Глорија Греј.
У раном дјетињству Греј је научила да свира клавир, што ће касније и бити приказано кроз филмску причу. Њен први играни филм био је „Торба и пртљаг” (енгл. Bag and Baggage) из 1923. године, да би већ следеће године снимила и популарни „Дјевојка Лимберлоста” (енгл. A Girl of the Limberlost).
Њена каријера трајала је углавном током 1920-их у Холивуду, док 1940-их каријеру наставља у Аргентини. Најпознатији филмови из овог периода су „Фрегата Сармијенто” (шп. Fragata Sarmiento) и „Назад у седамдесете” (шп. Allá en el setenta y tantos).
Била је удата за писца Рамона Ромера. Умрла је 22. новембра 1947. године у својој 38. години живота.

## Најпознатији филмови
| Улоге Глорије Греј |                      |               |       |          |
| Година             | Српски назив         | Изворни назив | Улога | Напомена |
| 1924.              | Дантеов Пакао        |               |       |          |
| 1924.              | Дјевојка Лимберлоста |               |       |          |
| 1926.              | Ноћни сат            |               |       |          |
| 1928.              | Облачни облаци       |               |       |          |
| 1929.              | Срећна звијезда      |               |       |          |
| 1945.              | Назад у седамдесете  |               |       |          |

## Литератзра
- Donaldson, Geoffrey (1997). Of joy and sorrow: a filmography of Dutch silent fiction. Stichting Nederlands Filmmuseum. ISBN 978-90-71338-10-6.
- Ellenberger, Allan R. (2001). Celebrities in Los Angeles Cemeteries: A Directory. McFarland. ISBN 978-0-78640-983-9.
- Katchmer, George A. (2002). A Biographical Dictionary of Silent Film Western Actors and Actresses. McFarland. ISBN 978-0-78644-693-3.